# Icon (byggnad)

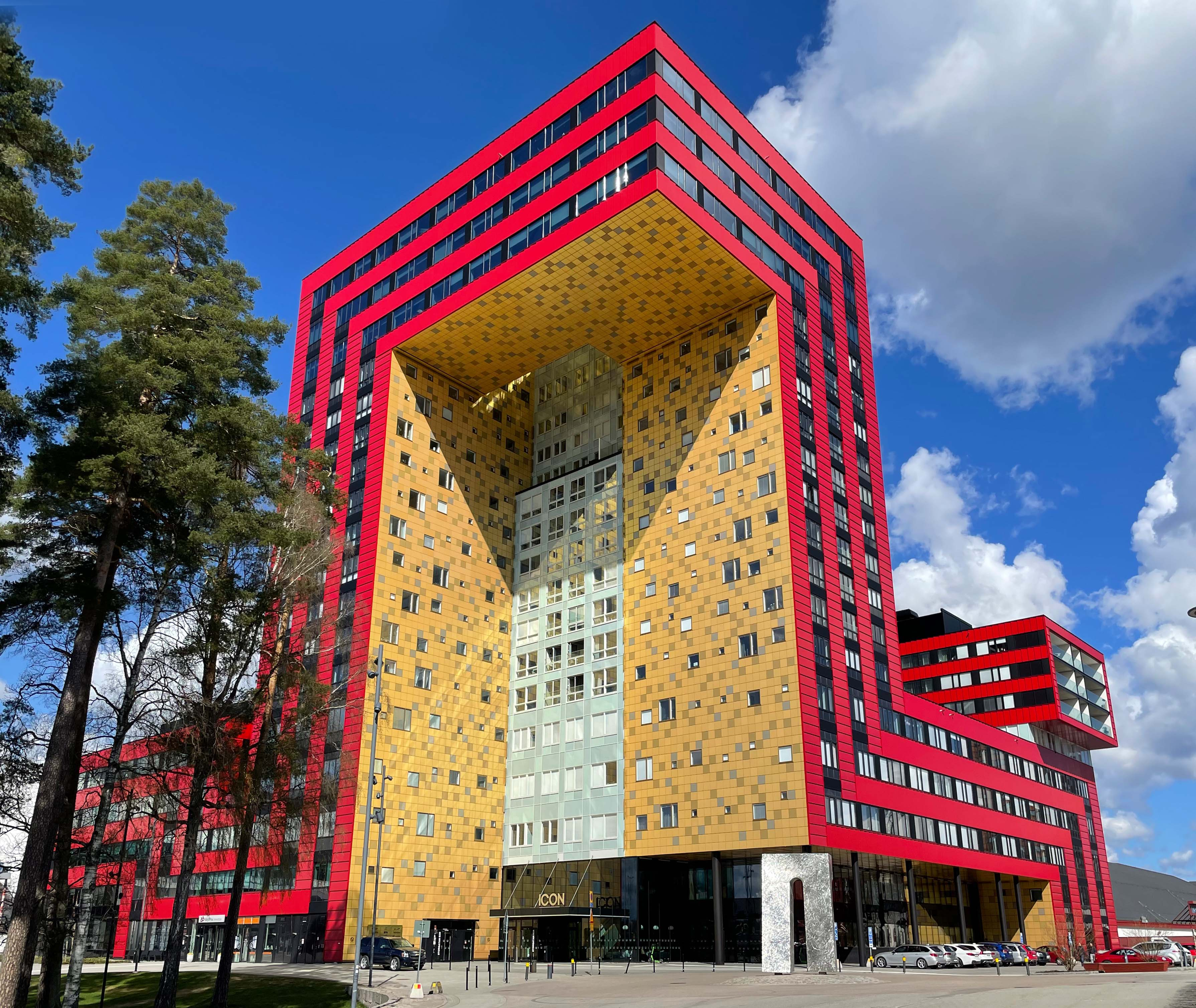
Icon Växjö, april 2023

ICON är ett höghus i Arenastaden i Växjö. Byggnaden ritades av Magnus Månsson på arkitektfirman Semrén & Månsson AB och färdigställdes 2018.
ICON är indelat i tre delar. Den högsta delen är 20 våningar och innehåller gymnasieskola för ca 500 elever, kontor, lägenhetshotell, bostäder, gym, spa, skybar, café samt en innergård. Huset är med sina 67 meter Växjös högsta byggnad, och var i mars 2023 Sveriges 44:e högsta byggnad.